# Rösberg
 Rösberg  ist ein Ortsteil der Stadt Bornheim im Rheinland.

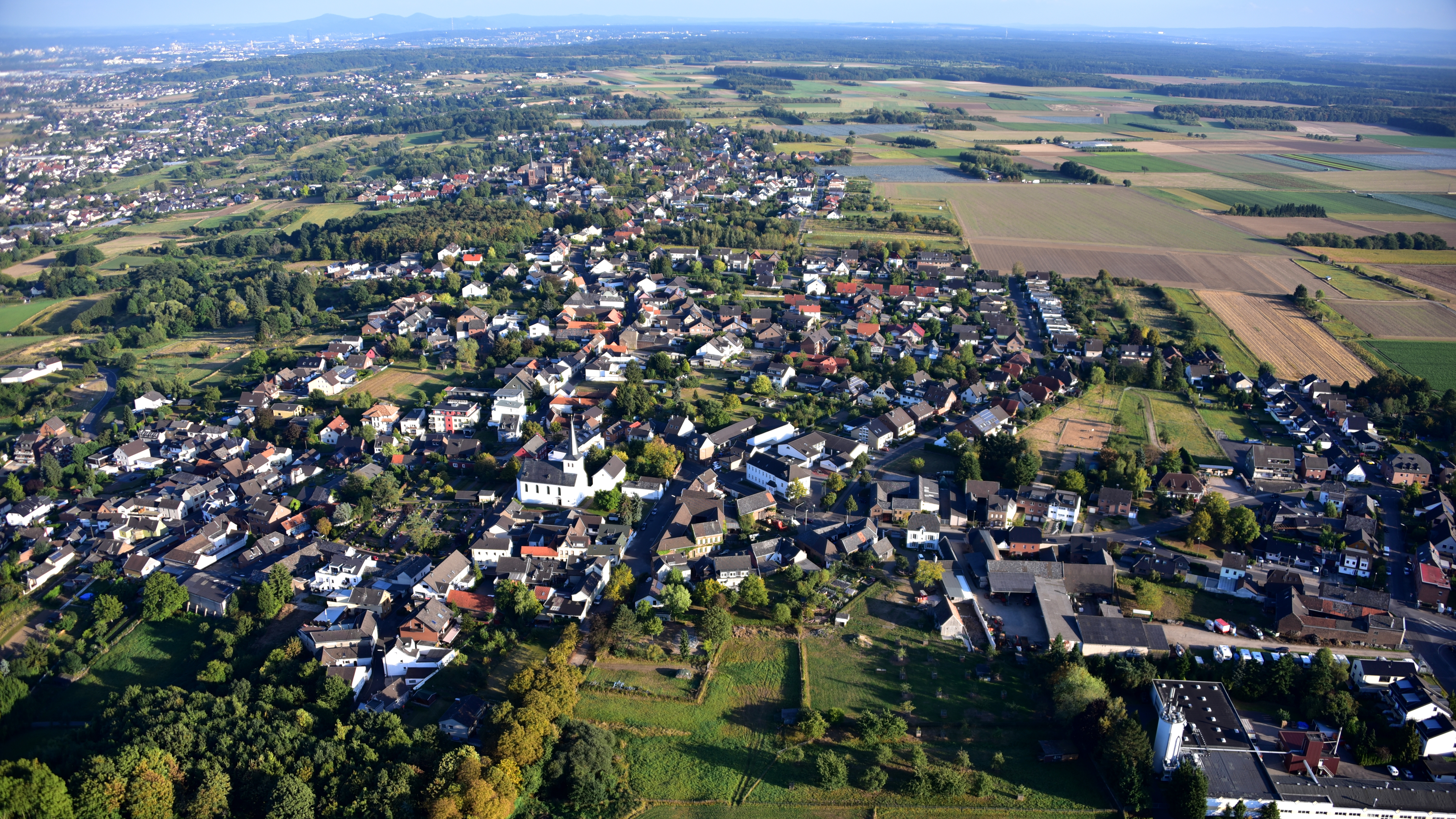
Rösberg, Luftaufnahme (2016)

## Geographie
Rösberg liegt am oberen Rand des Osthangs der Ville in unmittelbarer Nachbarschaft zu den Stadtteilen Merten und Hemmerich, die mit Rösberg durch die alte Heerstraße von Bonn nach Aachen verbunden sind. Es gehört zu der Kulturlandschaft Vorgebirge. In Rösberg entspringt der Mühlenbach.

## Geschichte

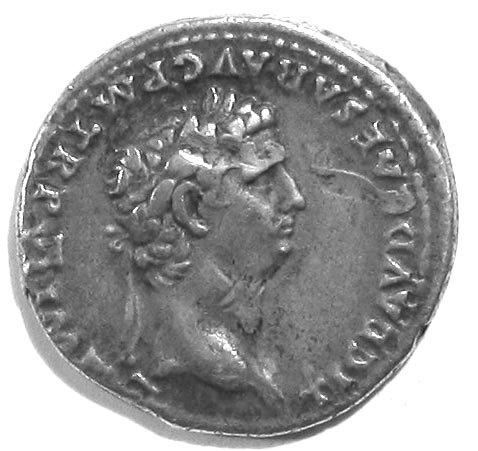
Silber-Denar des Claudius

### Römerzeit
Die zahlreich in Rösberg geborgenen Artefakte lassen auf eine ausgedehnte Ansiedlung in römischer Zeit schließen. Beispielsweise entstammen die im Ort gefundenen Münzen mit dem Abbild des Claudius und die des Gratian aus der Zeit zwischen 41 und 385 nach Christus. Auch wurde nachweislich Material dieser Zeit beim späteren Bau der Kirche und der Burganlage verwandt. In einem östlich von Rösberg gelegenen Garten auf dem Altenberg, zwischen Merten und Kardorf, wurden römische Fundamente freigelegt und seitlich dieser Stelle, in einer Ziegelgrube Gräber der gleichen Zeit.

### Hochmittelalter
Im Jahr 1067 wird durch den damaligen Erzbischof von Köln, Anno II. in einer Dotations-Urkunde (Ausstattung mit Einkünften und Gütern) der Name „Ruethenesbergh“ erwähnt. Er übertrug 1067 dem von ihm gegründeten Stift St. Georg in Köln Besitzungen und Rechte, darunter die Kirche zu Rösberg (Ruethenesbergh) mit dem gesamten Zehnten. Zudem bestimmte Anno, dass der jeweilige Propst des Stiftes auch Pfarrer zu Rösberg sein sollte.
Die weitere Entwicklung das 12. Jahrhundert betreffend, insbesondere die Herkunft und der Übergang der Herrschaft Rösberg in den  Besitz der von Are, ist ungeklärt.
Bereits 1194 war Rösberg in Arer Besitz, als Graf Gerhard von Are-Nürburg dazu übergegangen war, von den dort vorbei ziehenden Kaufleuten unrechtmäßig Wegzoll zu erheben. Veranlasst durch ständige Klagen zog ihn Kaiser Heinrich zur Rechenschaft und ließ Gerhard vor anwesenden Fürsten und Herren geloben, die Zollerhebung einzustellen. In der Folge gelangte Rösberg durch Erbteilung in den Besitz der jüngeren Neuenahrer Linie, in deren Besitz es sich im 14. Jahrhundert befand.
Im späten 14. Jahrhundert kam es zwischen Gumpert von Neuenahr und seinem Lehnsherren, dem 1370 zum neuen Erzbischof und Landesherren ernannten Friedrich zu einer Fehde, in deren Verlauf im Jahr 1371 die Burg Rösberg zerstört wurde. Erst 1393 wurde Rösberg, nun an den Grafen Gumprecht I. von Neuenahr (* um 1370; † vor 1413) gegeben.

### Neuzeit

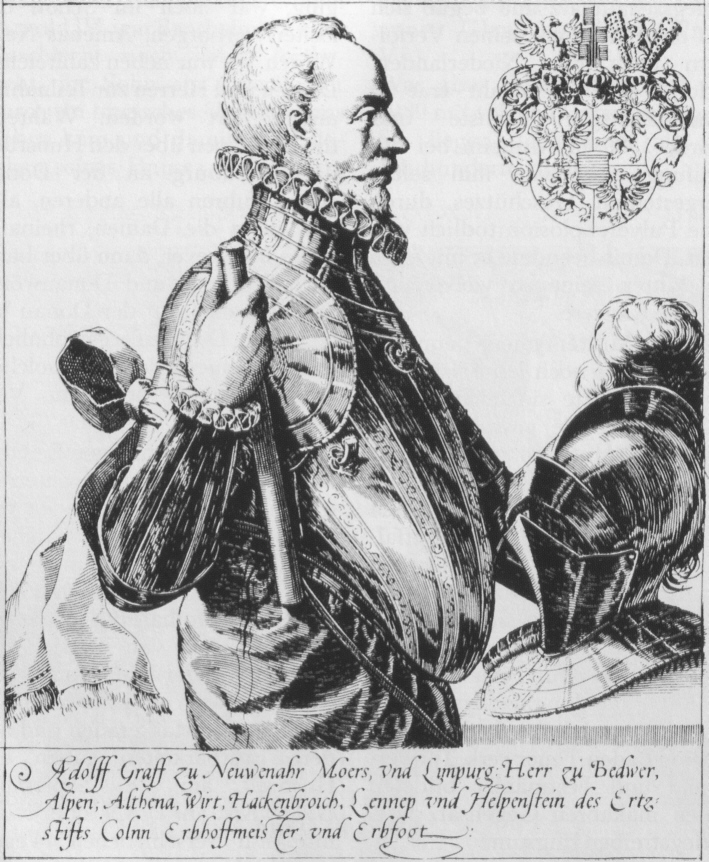
Adolf von Neuenahr

1561 belehnte Erzbischof und Kurfürst Gebhard von Mansfeld den Grafen Hermann von Neuenahr, einen Anhänger der lutherischen Lehre, mit Rösberg. Er war an der Wahl des Erzbischofs Gebhard Truchsess von Waldburg maßgeblich beteiligt. Ihm war Graf Adolf von Neuenahr gefolgt, der im Kölnischen Krieg auf Seiten des Erzbischofs und Kurfürsten stand. Als Graf Adolf kinderlos gestorben war, verpfändete seine Gemahlin Walburgis die Herrschaft Rösberg für 12.000 Goldgulden an die Gebrüder Wilhelm und Johann Kettler. Diese gaben jedoch schon im Jahr 1603 das Lehen nach der Einlösung an den Koadjutor Ferdinand zurück. Von ihm kam es als Verpfändung an den Grafen Schwarzenberg und von diesem im Jahr 1605 an das Kölner Jesuitenkollegium.
1623 ging die Herrschaft Rösberg an die aus Bayern ins Rheinland eingewanderte Familie des Obristjägermeister Gaudenz von und zu Weichs. Die Eheleute von und zu Weichs hatten mit Zustimmung des Kurfürsten Ferdinand die Herrschaft und das Dorf Rösberg mit allen Einkünften vom Rektor und dem Kolleg der Gesellschaft Jesu eingelöst, wobei von Gaudenz eine Zahlung von 12.000 Goldgulden und weiteren 2376 Gulden für zurückliegende Baukosten zu leisten war. Abschließend erhielten sie die Herrschaft als Pfandverschreibung.
Weichs wurde 1629 wegen seiner Verdienste durch Kurfürst Ferdinand von Bayern die Herrlichkeit Rösberg mit diversen  Privilegien (Recht über Leben und Tod etc.) als Lehen übertragen, in die die Belehnung seiner Erben eingeschlossen war.
1636 wurde Gaudenz von Weichs und seine Nachkommen durch Kaiser Ferdinand II. in den Reichsfreiherrenstand erhoben. Er nannte sich dann Freiherr von und zu Weichs, Herr zu Rösberg und Weyer. Zusätzlich erhielt er das Prädikat Wohlgeboren.

### Alte Burg und neues Schloss
Die Burg Rösberg war Sitz der ältesten Dynasten auf den Hängen des Vorgebirges. In der Geschichte der Burg waren Zerstörung und Aufbau einander gefolgt. So war die alte neben der Kirche in der Dorfmitte stehende Burg der Neuenahrer auch zur Mitte des 17. Jahrhunderts in verwüstetem ruinösem Zustand. Ferdinand von Weichs erbaute zunächst ein neues Burghaus an der Kirche, und der Freiherr Ferdinand Joseph von Weichs entschloss sich zum Bau eines prachtvollen außerhalb der Ortschaft gelegenen Schlosses. Das unter Verwendung von Materialien der alten Burg errichtete neue Gebäude entstand nördlich von Rösberg und wurde 1731 fertiggestellt.

Die Anlage im 18., 19. und 21. Jahrhundert
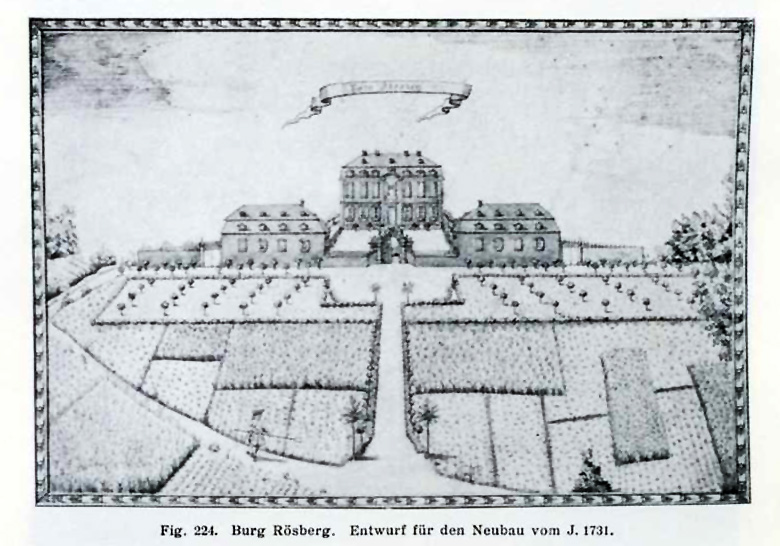
Schloss Rösberg, getuschte Zeichnung von 1731
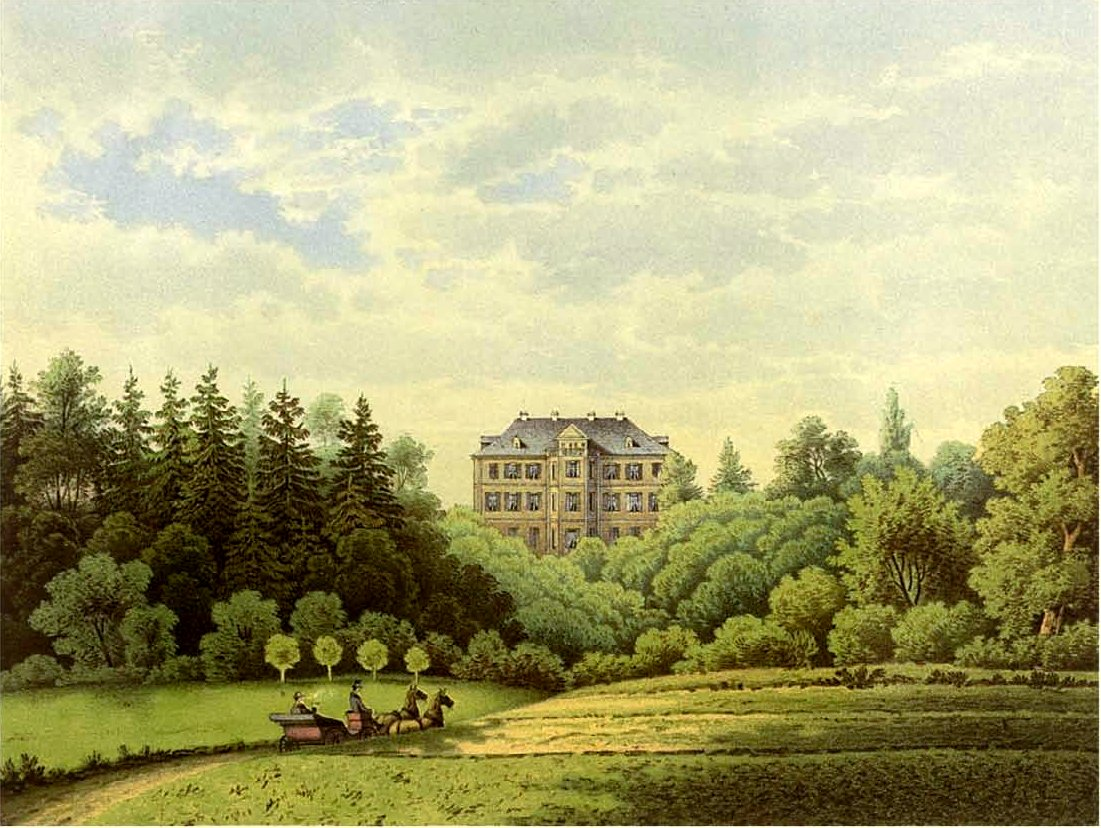
Schloss Rösberg, Lithografie 19. Jahrhundert, Sammlung Alexander Duncker
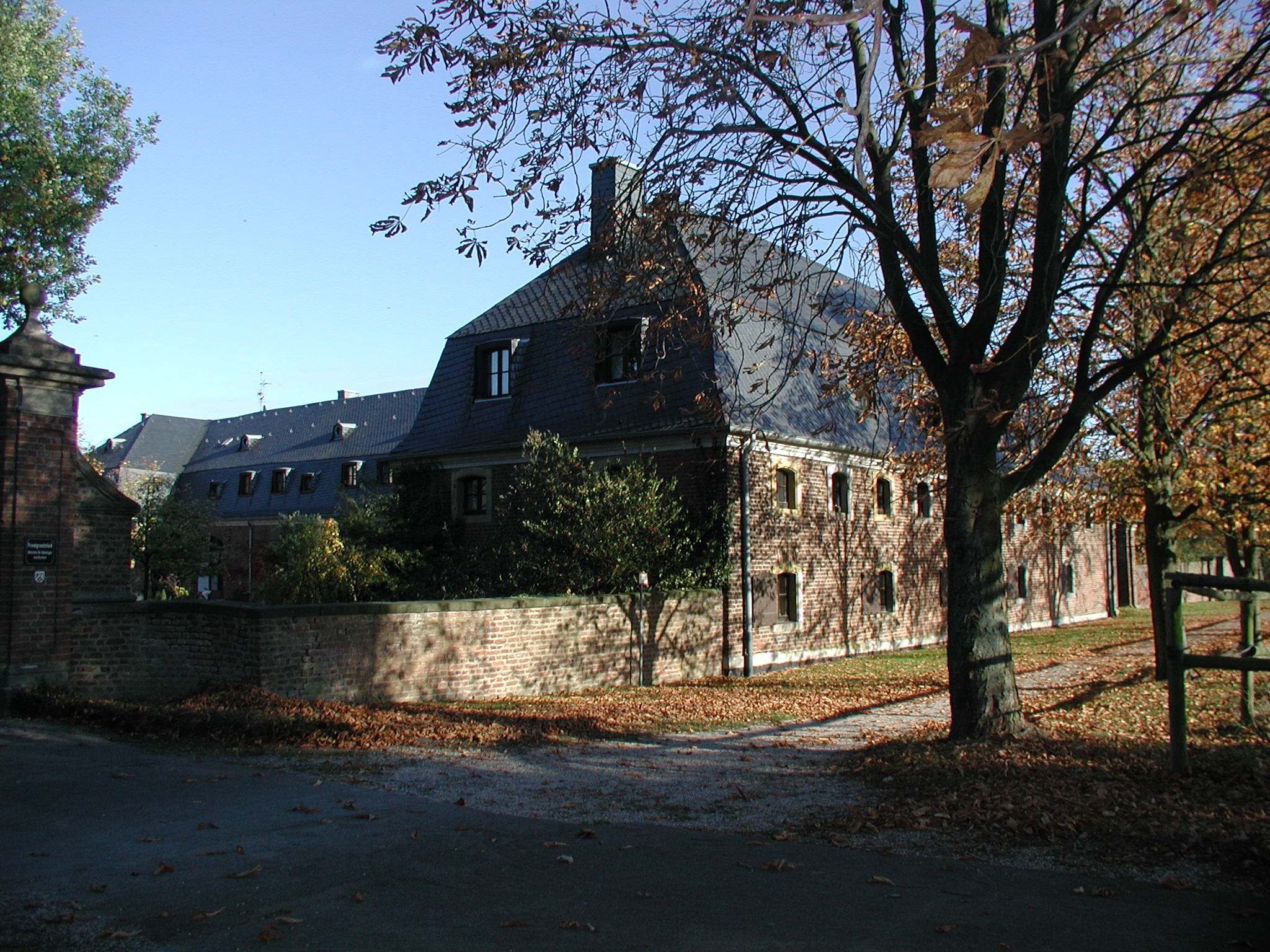
Heutiger Südflügel
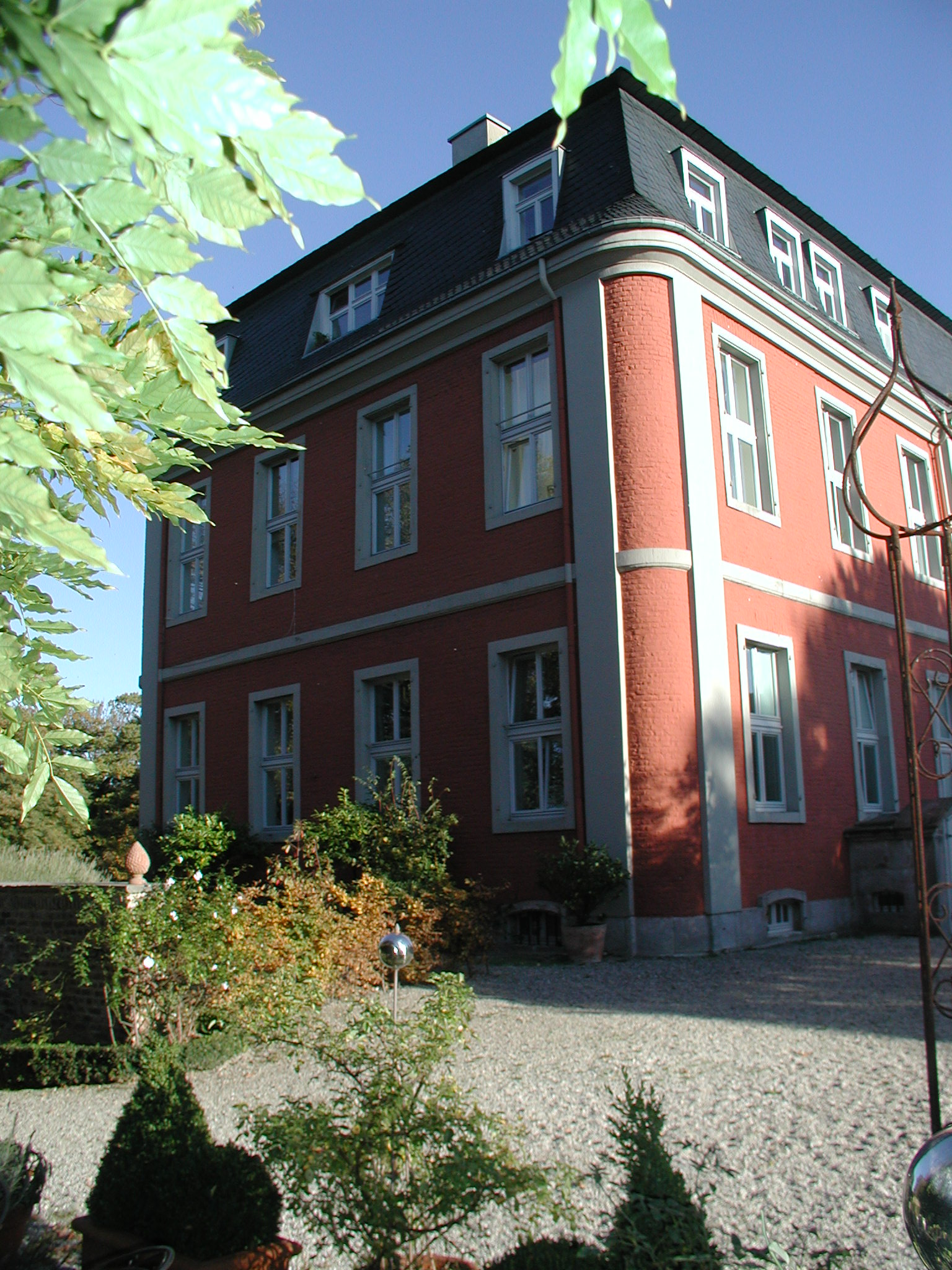
Herrenhaus nach dem Umbau zur Wohnanlage
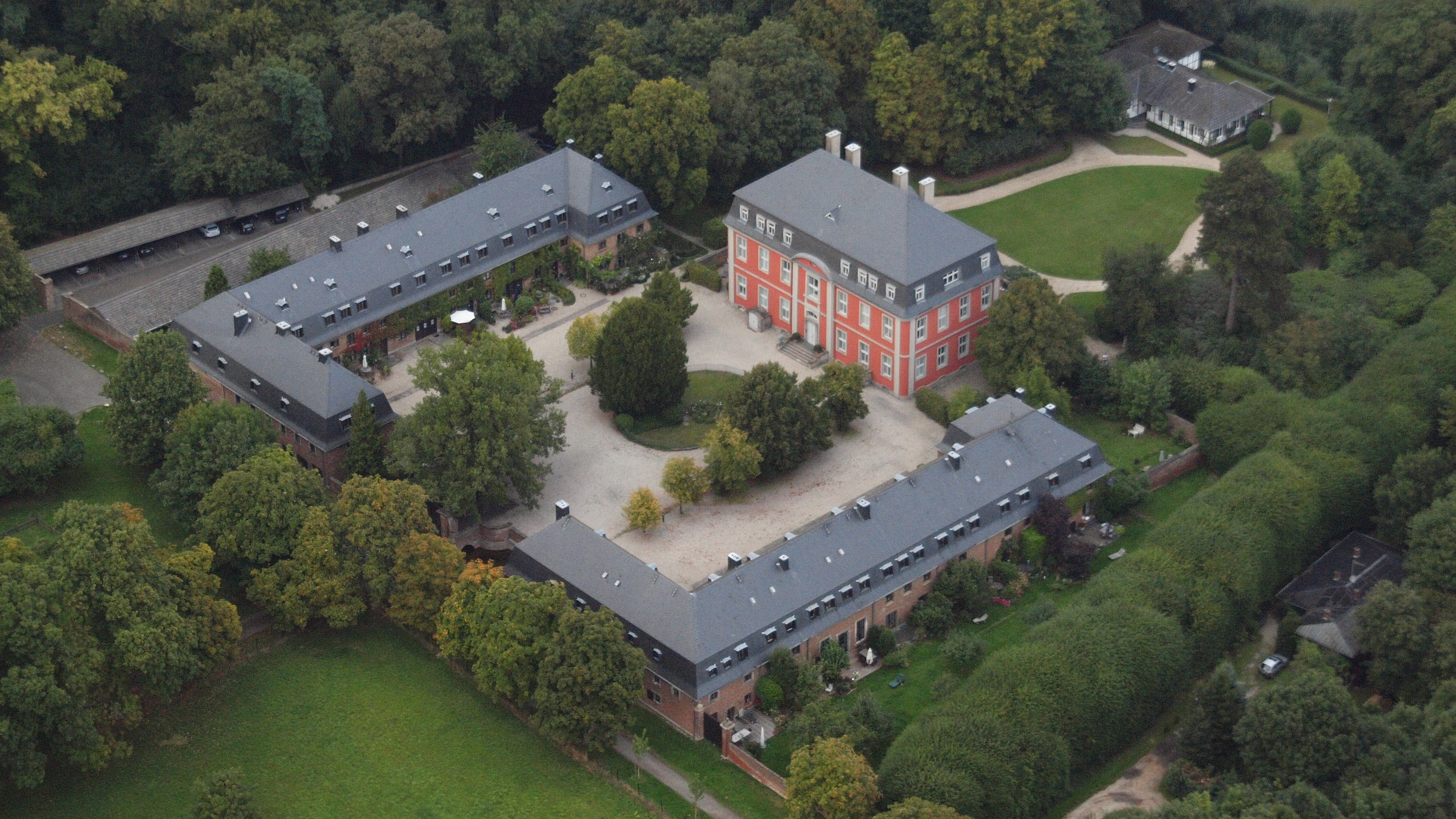
Schloss Rösberg, Ansicht der Gesamtanlage

Schloss Rösberg war nun eine Anlage mit freiliegendem Herrenhaus, dem eine breite Terrasse vorgelagert war. Es wurde von symmetrisch angeordneten Wirtschaftsgebäuden flankiert, die wie zunächst auch das Herrenhaus zweigeschossig errichtet worden waren. Sie wurden durch einfache Lisenen gegliedert und waren aber wie das Herrenhaus mit Mansarddächern versehen.
Alle Gebäude waren aus Backsteinmauerwerk errichtet worden, wobei das Herrenhaus seine Gliederung durch Haustein erhielt. Seine Ecken waren gerundet, und einfache Lisenen sowie horizontal geführte Bänder gliederten die Wandflächen. Das Herrenhaus erhielt zu Hofseite einen auflockernden Risalit und zur Terrasse hin einen dreiseitigen Ausbau. Das Hausinnere hatte in der Mittelachse eine große Halle, der sich zur Linken eine aufsteigende Freitreppe anschloss. Sie mündete im Obergeschoss in einem großen sechsseitigen Saal, der sich in den weiteren Etagen wiederholte. Im obersten Geschoss befand sich ein mit Louis-seize-Schränken ausgestatteter Bibliothekssaal.

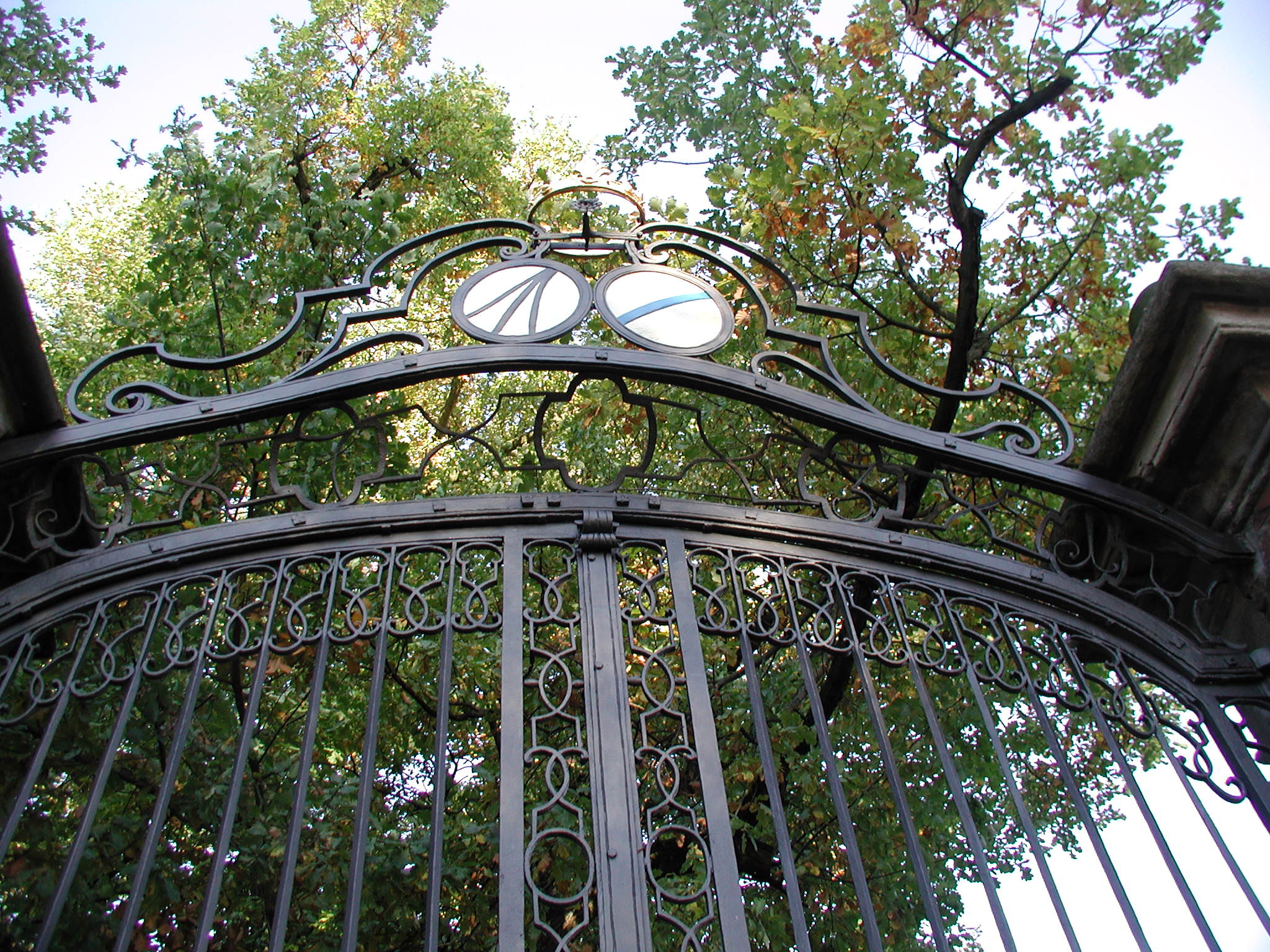
Wappen derer von Weichs und von Velbrück zu Garath

An der westlichen Frontseite waren gekrönte Pfeiler aus Haustein errichtet worden, zwischen denen ein mächtiges schmiedeeisernes Gittertor den Hauptzugang der Anlage bildete. Die Schmiedearbeit verzierte das Tor mit dem Allianzwappen der von Weichs sowie dem derer von Velbrück zu Garath.

### Ende der Herrschaft Rösberg
Mit der Besetzung und der Einverleibung des Rheinlandes während der Franzosenzeit änderten sich in dem nun zum Kanton Brühl gehörenden Rösberg die Rechtsverhältnisse. Die Burgherren behielten zwar ihren Besitz, die Lehnsherrschaft mit ihren sonstigen Privilegien war jedoch endgültig verloren. Die von Weichs konnten nach der französischen Herrschaft wieder uneingeschränkt über ihr repräsentatives Anwesen verfügen. Das mit Blick in das Rheintal zunächst zweigeschossig erbaute Herrenhaus wurde nach einem Brand im Jahr 1833 um ein Stockwerk erhöht.

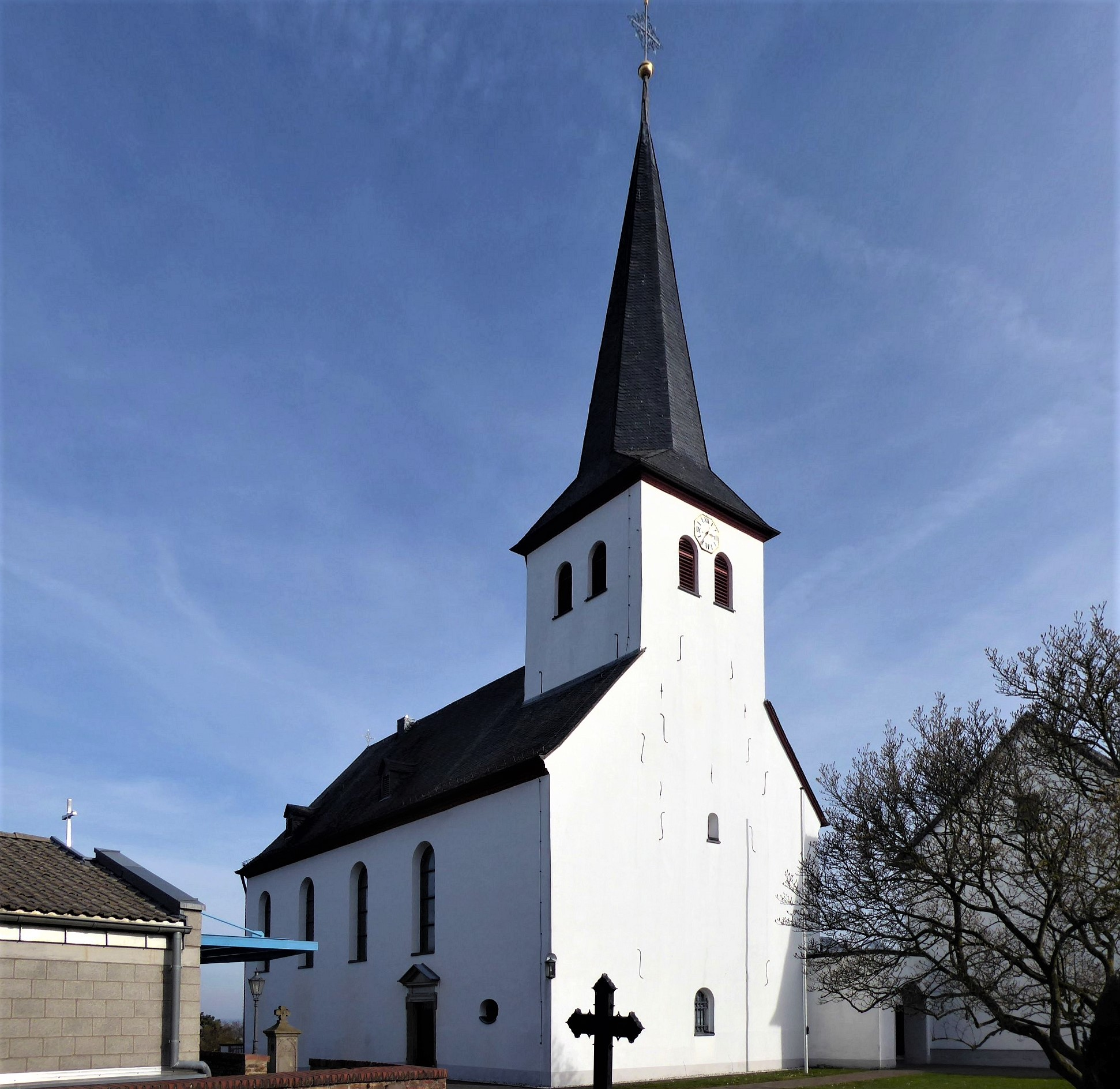
Kirche St. Markus in Rösberg

In der Kapelle neben dem alten Friedhof sind die Burgherren begraben. Auch die Freiherrn von Weichs wurden dort bis 1859 bestattet. Seitdem ist die Grablege auf dem alten Friedhof um die Kirche.
Der letzte der Weichs war Maximilian Maria Joseph Karl Gabriel Lamoral Reichsfreiherr von und zu Weichs an der Glon.

### Pfarrkirche St. Markus
Die Kirche zu Rösberg wurde als „aecclesia in Ruethenberch“ im Jahr 1067 unter den Besitzungen des Kölner Stiftes St. Georg angeführt. Sie fand um 1300 erneute Erwähnung im Steuerverzeichnis des Liber valoris, wurde dann aber 1370/71 wohl wie die ihr anliegende Burg zerstört.
Schon kurz nach diesen Ereignissen soll ein Neubau erfolgt sein, der bis zum Anfang des 18. Jahrhunderts bestand. 1707 wurde ein dritter Kirchbau begonnen, der 1710 eingeweiht werden konnte. Zum Bau der neuen Kirche, die wiederum dem heiligen Markus  und der heiligen Agnes geweiht war, konnte von der Bausubstanz der Vorgängerin lediglich der Unterbau (möglicherweise der ursprüngliche Burgfried) des Turmes einbezogen werden. Zudem wurden auch die Glocken der alten Kirche übernommen.
Die in der Mitte des Dorfes gelegene Pfarrkirche entstand als ein flacher Saalbau. In das in einer halbrunden Apsis im Osten endende Bauwerk war der westliche Turm mit einbezogen worden. Die Seiten des tonnengewölbten Kirchenschiffes erhielten je vier Rundbogenfenster, die die Wappen des Kurfürsten Joseph Clemens und mehrere der von Weichs sowie anderer adliger Stifter wie die der von Hompesch zu Bolheim zeigten. Der über dem Satteldach der Kirche aufstrebende vierseitige Turm erhielt einen schlanken achtseitigen Helm. Die inmitten des Kirchhofs gelegene schlicht verputzte Kirche hatte an der Südseite ein barockes kleines Eingangsportal.
Der Glockenturm trägt das nach den Pfarrpatronen benannte Geläut. Die Markusglocke von 1556 und die Agnesglocke von 1649 haben folgende Inschriften:
S. MARKUS HEISCHEN ICH, ZO DENSTE GOTS ROIFEN ICH, DU SÖNDER BEKER DICH, SO GEIET DEIR GOT SEIN EWIGE RICH… DERICH VAN COELLEN GOIS MICH A. 1556.
S. AGNES HEISCHEN ICH, DIE TOTTEN BELUDEN ICH, ZUM DIENST GOTTES DEI LEBENDIGEN RUFFEN ICH, O SUNDER BEKIR DICH, SO GIBT DIR GOTT DAS EWIG REICH…FERDINAND VON WEIX, HERR ZU ROESBERG, BENEDICTUS ESCH, PASTOR, DIONYSIOS FLORKIN, SCHULTES, 1649.
Eine dritte Glocke aus dem Jahr 1804 wurde 1809 umgegossen.

## Rösberg nach dem Zweiten Weltkrieg
Im Zweiten Weltkrieg wurde das Schloss in der Nacht zum 27. Februar 1941 durch englische Phosphorbomben bis auf die Außenmauern zerstört. Das Mobiliar und viele Kunstschätze gingen verloren. Das Schloss konnte aber wieder aufgebaut werden.
Als Erbe des Freiherrn von und zu Weichs verkaufte Prinz zu Sayn-Wittgenstein in den 1990er Jahren den Baukomplex, und es entstanden nach einer umfassenden Restaurierung und Umbau der Wirtschaftsgebäude private Eigentumswohnungen.

### Kultur und Sehenswürdigkeiten
- Pfarrkirche St. Markus mit barockem Innenausbau
- Die ehemalige Burganlage wandelte sich im Lauf der Geschichte zu einem Schloss
- Wasserturm

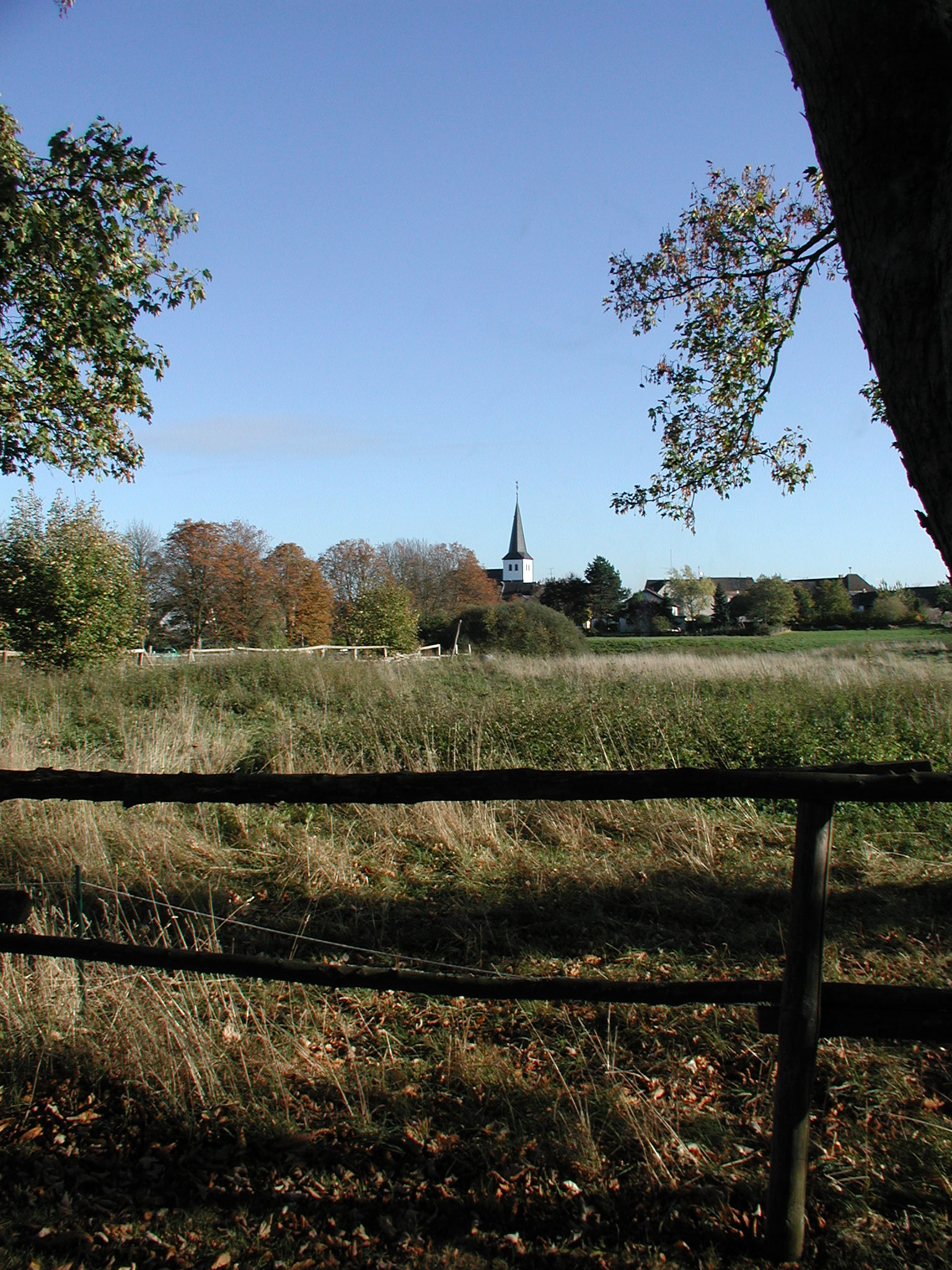
Blick von der Schlossallee
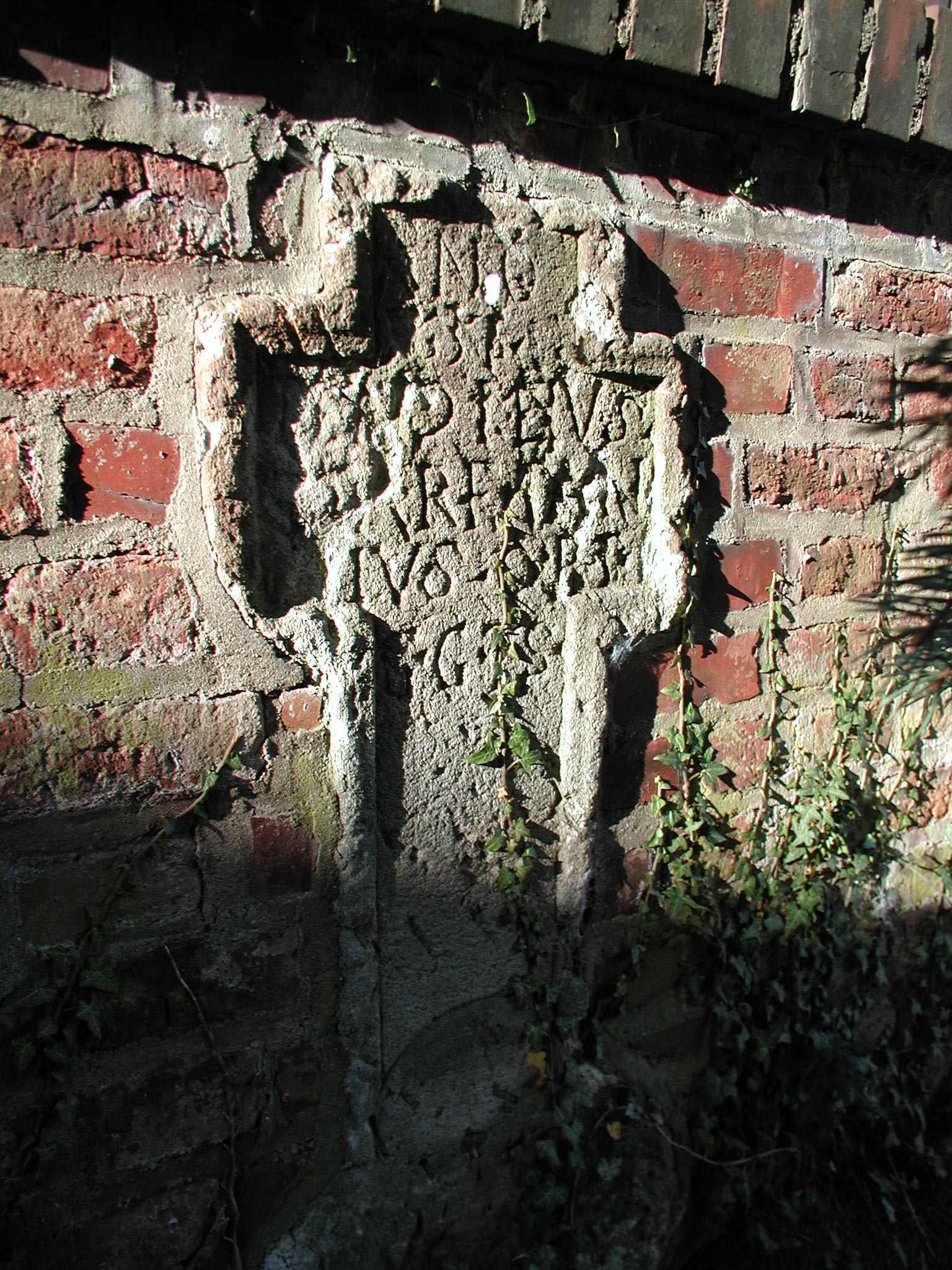
Friedhofsmauer
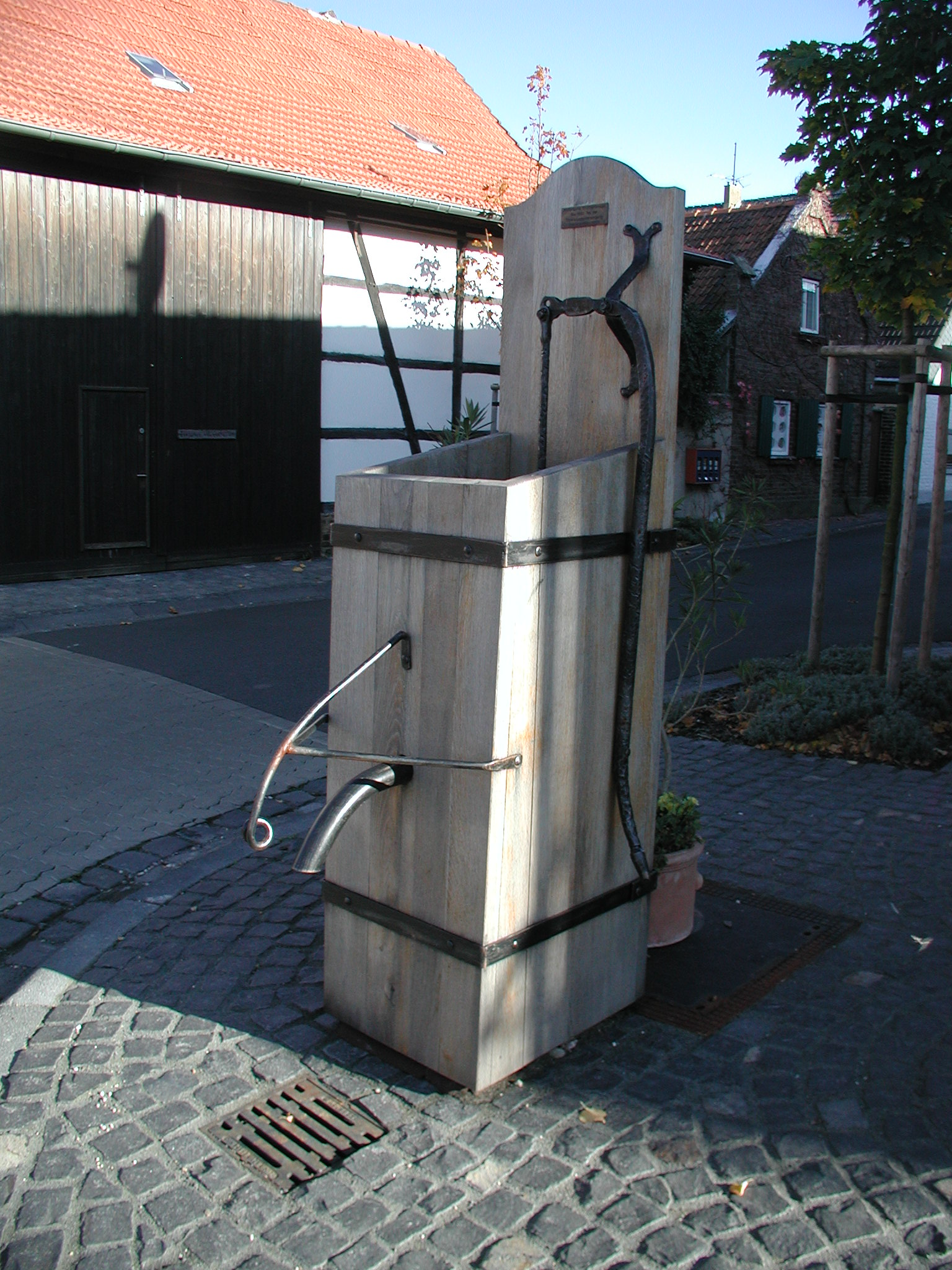
Öffentlicher Brunnen
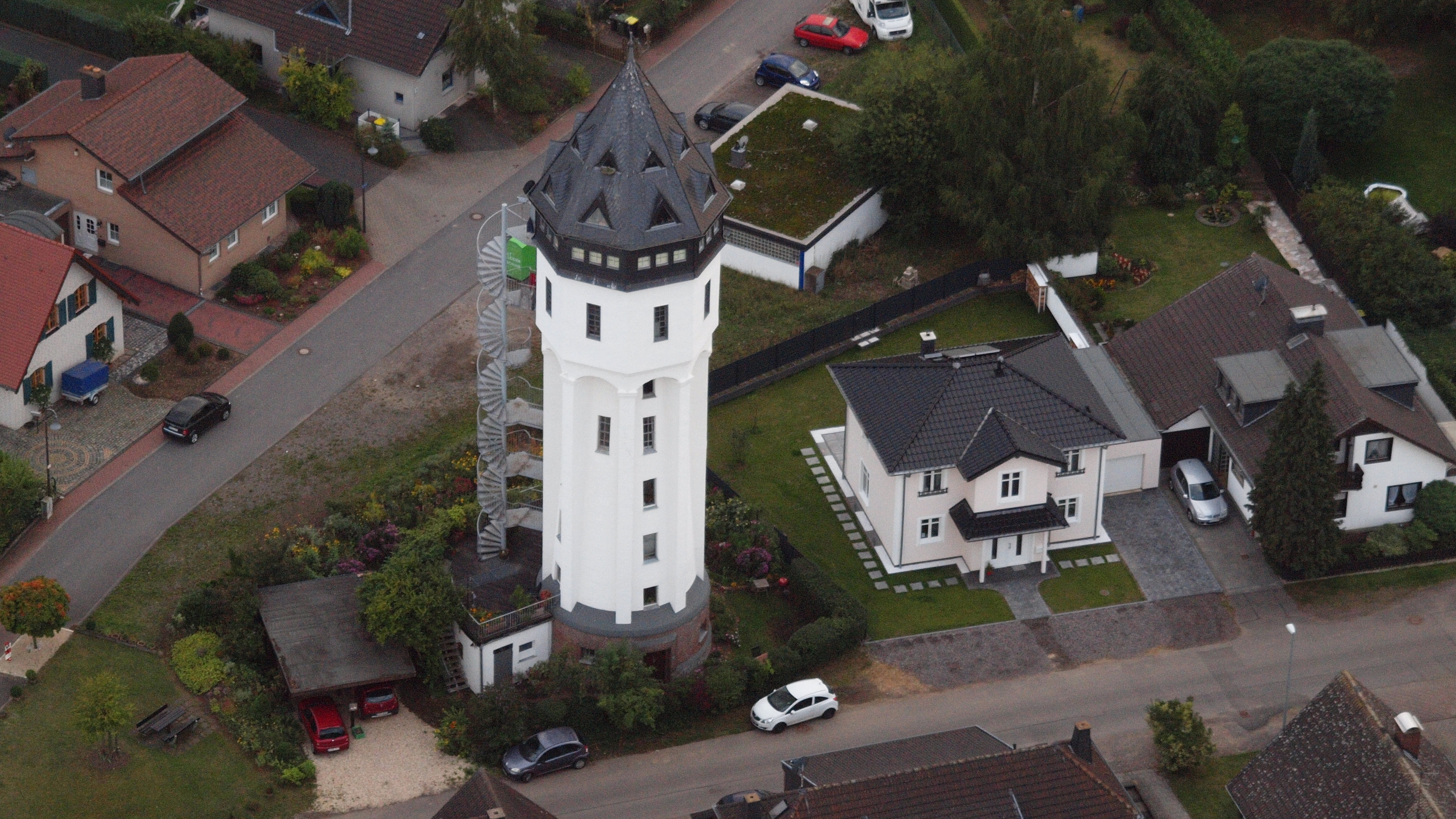
Wasserturm Bornheim-Rösberg

### Wirtschaft und Infrastruktur
In Rösberg gibt es leider keine Geschäfte mehr. Auch das Restaurant Markusstube schloss seine Pforten.
Im alten Trimbornhof wurde ein Kinderbuchantiquariat mit angeschlossenem Café eingerichtet, das auch von außerhalb Rösbergs Kundschaft anzieht.

#### Vereine
Rösberg hat (wie viele andere Ortsteile in Bornheim) einige Vereine.
- TTC Rösberg 1968 e. V.
- Damenkomitee Leckere Mäus’chen Rösberg
- MGV Concordia Rösberg

### Verkehr
Rösberg ist über eine Buslinie der RVK mit den Nachbarorten verbunden. Die nächsten Autobahnanschlussstellen befinden sich in Wesseling und Bornheim (beide A 555), sowie in Swisttal-Heimerzheim (A 61). Die Stadtbahnlinie 18 auf der Strecke der Vorgebirgsbahn ist in Merten in etwa 2 km Entfernung zu erreichen, die Regionalbahn in Sechtem.

## Persönlichkeiten
- Maximilian von Weichs (1881–1954), Generalfeldmarschall des Heeres der Wehrmacht
- Günter Lamprecht (1930–2022), Schauspieler, wohnte in der restaurierten Burg Rösberg
- Claudia Amm (* 1948), Schauspielerin, wohnt in der restaurierten Burg Rösberg